# Tastenwiederholung
Mit Tastenwiederholung oder Typematic wird die automatische Eingabewiederholung bei längerem Drücken der Taste einer Tastatur oder anderer Eingabegeräte bezeichnet.
Bereits elektrische Schreibmaschinen hatten meist für bestimmte Typen, wie Bindestrich, Unterstrich oder das X, eine Zusatzfunktion, die bei tieferem Herunterdrücken die Eingabe wiederholte, und so Unterstreichung oder Absetzung zwischen Kapiteln vereinfachte, bei ungeübten Benutzern aber auch zu ungewollten Ergebnissen führen konnte.
In den meisten Fällen wird das Verhalten durch eine Ansprechverzögerung oder typematic delay und eine feste Wiederholrate oder typematic rate bestimmt. Es gibt aber auch Verhalten, bei denen die Wiederholrate nicht fest ist, sondern über der Zeit gesteigert, also beschleunigt wird.
Neben dem Wiederholen von Typeneingaben wird das Prinzip vor allem bei eingebetteten Systemen verwendet, um mit nur wenigen zur Verfügung stehenden Tasten Einstellungen in angemessener Zeit vornehmen zu können. Beispiele sind etwa Uhr- und Weckzeit-Einstellungen oder Solltemperaturen für Heizung oder Klimaanlage.